# Министр иностранных дел Гвинеи
Министр иностранных дел Гвинеи — глава внешнеполитического ведомства Гвинейской республики в ранге министра, член кабинета министров, один из важнейших членов правительства страны. Согласно президентскому декрету от 19 июня 2008 года пост официально именовался — Министр иностранных дел, сотрудничества, африканской интеграции и по делам гвинейцев за рубежом (фр. Ministère des Affaires Etrangères, de la Coopération, de l'Intégration Africaine et des Guinéens de l'Etranger).

## История
Пост министра иностранных дел Гвинейской республики был учрежден после одностороннего провозглашения страной независимости 2 октября 1958 года. До этого вопросы внешней политики относились к компетенции французского губернатора. Первым министром иностранных дел Гвинеи стал по совместительству первый президент Гвинеи Ахмед Секу Туре. Только в 1961 году он передал этот пост другому лицу. Однако Конституция 1958 года оставляла контроль над внешней политикой целиком в руках президента.
Такая тенденция сохранялась и при последующих правлениях — внешнюю политику Гвинеи определяет президент страны.
Согласно коммюнике Национального совета за демократию и развитие Гвинеи от 30 декабря 2008 года, пришедшего к власти в результате военного переворота, часть полномочий в области внешней политики может быть передана президентом премьер-министру Гвинеи.

## Список министров иностранных дел
| Имя                      | Годы жизни     | Начало полномочий | Окончание полномочий |
| ------------------------ | -------------- | ----------------- | -------------------- |
| Ахмед Секу Туре          | 1922—1984      | 2 октября 1958    | 29 января 1961       |
| Луи Лансана Беавоги      | 1923—1984      | 29 января 1961    | 16 мая 1969          |
| Сайфулай Диалло          | 1923—1981      | 16 мая 1969       | 9 июня 1972          |
| Фили Сиссоко             | 1927           | 9 июня 1972       | 1979                 |
| Абдулай Туре             | 1920—1985      | 1979              | 3 апреля 1984        |
| Фасине Туру              | 1934—2021      | 3 апреля 1984     | 1985                 |
| Жан Траоре               | 1938—1999      | 1985              | 1993                 |
| Ибрахима Силла           | 1943           | 1993              | 1994                 |
| Козо Зуманиги            | 1945           | 1994              | 1996                 |
| Ламин Камара             |                | 17 июля 1996      | 8 марта 1999         |
| Зайнул Абидин Санусси    | 1942—2001      | 8 марта 1999      | 7 июня 2000          |
| Махава Бангура (женщина) | 1947           | 7 июня 2000       | 10 июня 2002         |
| Франсуа Лонсени Фаль     | 1949           | 10 июня 2002      | 23 февраля 2004      |
| Мамаду Конде             |                | 23 февраля 2004   | 8 марта 2005         |
| Фатумата Каба (женщина)  | 1959           | 8 марта 2005      | 29 мая 2006          |
| Мамаду Конде (повторно)  |                | 29 мая 2006       | 28 марта 2007        |
| Кабеле Абдул Камара      |                | 28 марта 2007     | 19 июня 2008         |
| Амаду Ламарана Ба        |                | 19 июня 2008      | 14 января 2009       |
| Александр Кике Луа       | 1956           | 14 января 2009    | 2010                 |
| Бакари Фофана            |                | 2010              | 2010                 |
| Эдуар Нианкойе Ламах     | 1945/1946—2025 | 2010              | 2012                 |
| Франсуа Лонсени Фол      | 1949           | 2012              | 2016                 |
| Макале Камара            | 1956           | 2016              | 2017                 |
| Мамади Туре              | 1952           | 2017              | 2021                 |
| Ибрагим Халиль Бага      |                | 29 января 2021    | 5 сентября 2021      |
| Мориссанда Куяте         | 1951           | с 25 октября 2021 |                      |